# Andrzej Gronowicz
Andrzej Gronowicz (Piła, 7 marzo 1951) è un ex canoista polacco.

## Palmarès

### Olimpiadi
- 1 medaglia:
  - 1 argento (Montréal 1976 nel C-2 500 m)

### Mondiali
- 3 medaglie:
  - 1 argento (Città del Messico 1974 nel C-2 1000 m)
  - 2 bronzi (Tampere 1973 nel C-2 500 m; Sofia 1977 nel C-2 1000 m)